# Station Saint-Ouen-l'Aumône-Liesse
Station Saint-Ouen-l'Aumône-Liesse is een van de vijf spoorwegstations in Saint-Ouen-l'Aumône. De andere drie zijn Saint-Ouen-l'Aumône, Saint-Ouen-l'Aumône-Quartier de l'Église, Pont-Petit en Épluches. Station Saint-Ouen-l'Aumône - Liesse ligt aan de spoorlijn van Saint-Denis naar Pontoise, op kilometerpunt 26,320 van die lijn. Het station werd op 24 maart 2002 geopend om nieuwbouw in de buurt beter bereikbaar te maken.
Het station wordt aangedaan door verschillende treinen van de Transilien:
- Treinen van Transilien lijn H tussen Pontoise en Paris-Nord
- Treinen van de RER C tussen Pontoise en Massy-Palaiseau

## Vorige en volgende stations
| Richting           | Vorig station | Lijn    | Volgend station     | Richting    |
| ------------------ | ------------- | ------- | ------------------- | ----------- |
| Paris-Nord         | Pierrelaye    | Trans H | Saint-Ouen-l'Aumône | Pontoise C1 |
| Massy-Palaiseau C2 | Pierrelaye    | RER C   | Saint-Ouen-l'Aumône | Pontoise    |